# Baining

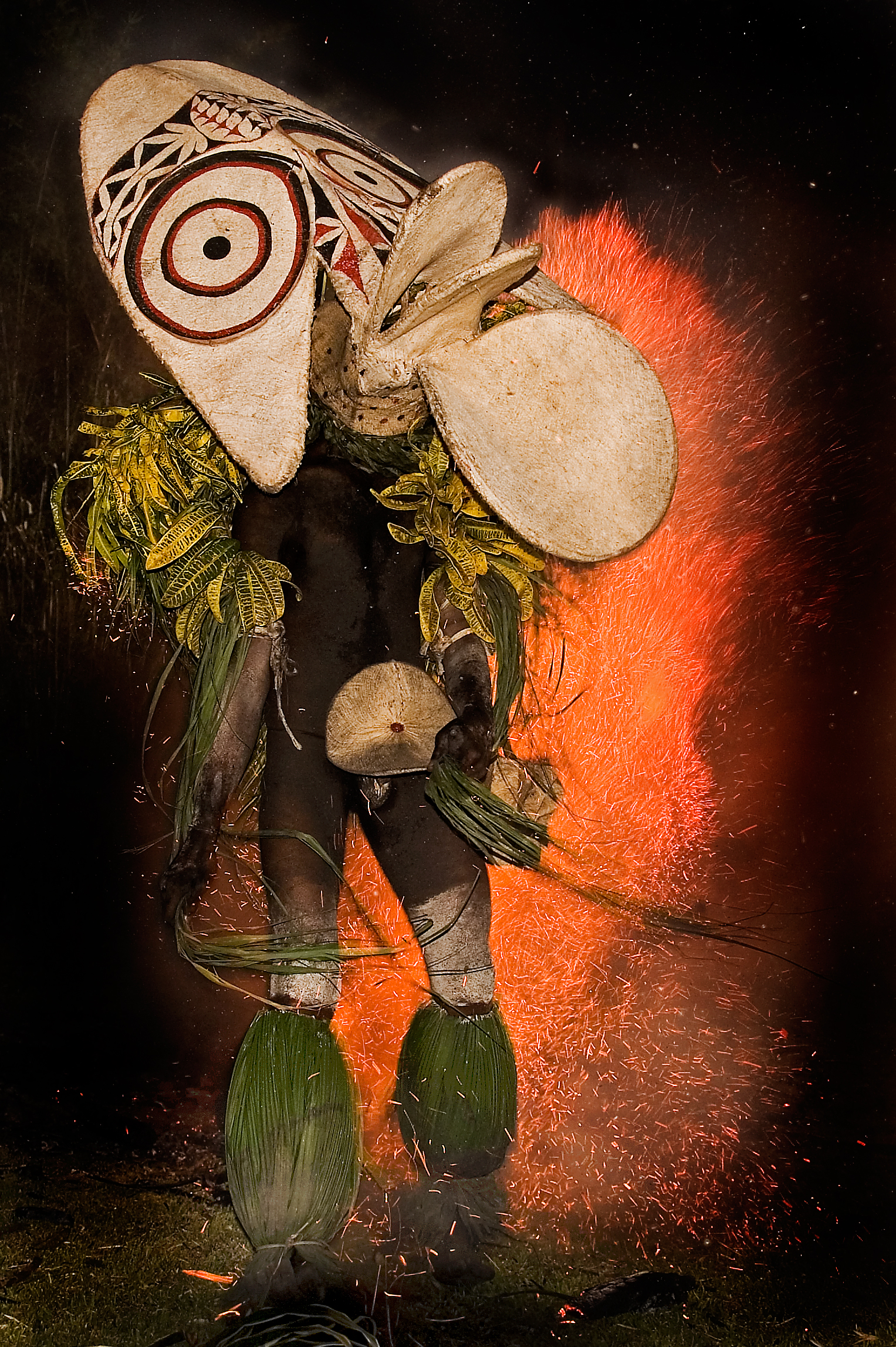
Un danseur de feu baining

Le peuple Baining vit en petits groupes éparpillés dans la jungle des montagnes de la péninsule de la Gazelle, dans l'Est de l'île de la Nouvelle-Bretagne, province de Papouasie-Nouvelle-Guinée.

## Culture
Les Baining ont développé un art cultuel qui se manifeste par la confection de masques évoquant les esprits de la forêt (le tarot, le papillon, le trèfle, le moustique, etc).
Ces masques (Kavat en langue vernaculaire) sont mis en scène à l'occasion de danses rituelles nocturnes. Les porteurs surgissent de la forêt aux sons d'un orchestre composé de chanteurs et de percussionnistes. Ils viennent braver un gigantesque brasier allumé et entretenu par les enfants de la tribu. Les danseurs traversent les flammes, piétinant miraculeusement des braises volatiles.
À l'issue de ces danses nocturnes les masques constitués essentiellement de rotin et de tapa sont brûlés ou détruit dans la forêt. Quelques rares spécimens arrivent à échapper à la destruction.